# Suối nước nóng

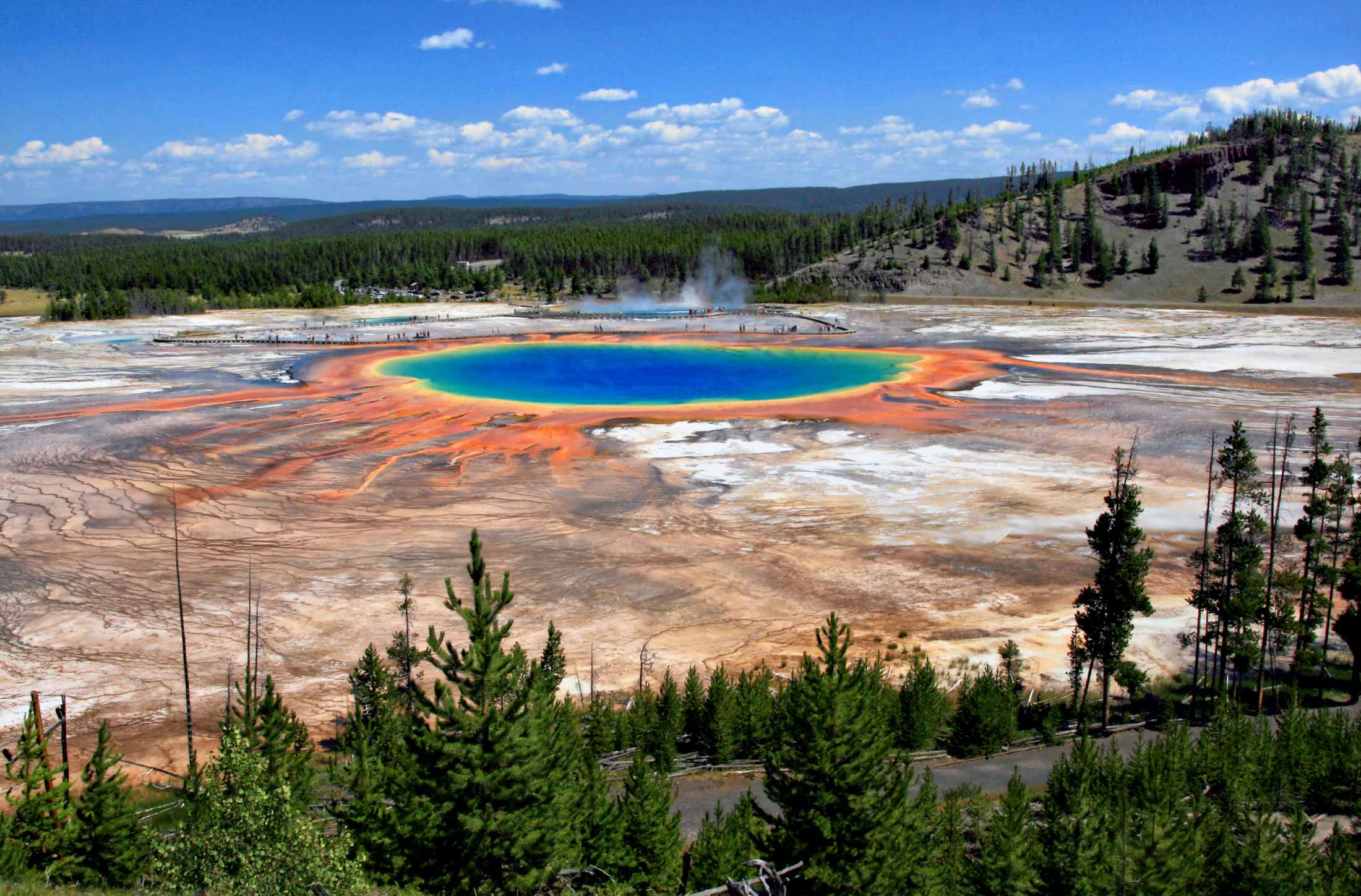
Suối Grand Prismatic và lòng chảo Midway Geyser ở công viên Quốc gia Yellowstone

Suối nước nóng thực chất là mạch nước ngầm được đun nóng bởi địa nhiệt của lớp vỏ Trái Đất. Có rất nhiều mạch nước nóng ở nhiều nơi trên lớp vỏ Trái Đất.

## Các khái niệm

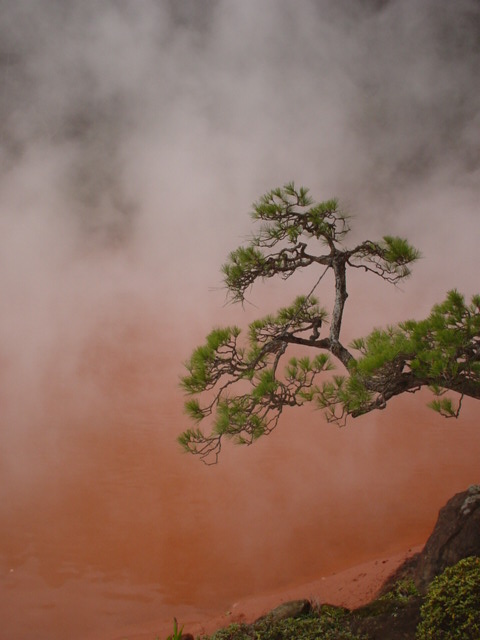
Suối nước nóng "Blood Pond" (ao máu) ở Beppu, Nhật Bản

Vẫn chưa có một định nghĩa được chấp nhận rộng rãi cho khái niệm suối nước nóng. Ví dụ, người ta có thể định nghĩa suối nước nóng là:
- Bất kì một mạch nước địa nhiệt nào đó.[1]
- Một mạch nước có nhiệt độ cao hơn những khu vực xung quanh.[2]
- Một mạch nước tự nhiên có nhiệt độ cao hơn thân nhiệt con người - thông thường là khoảng 36,5 và 37,5 °C (97,7 và 99,5 °F)[3][4][5]